# Solenastrea bournoni
Solenastrea bournoni is een rifkoralensoort, de plaats in een familie is onzeker. De wetenschappelijke naam van de soort is voor het eerst geldig gepubliceerd in 1850 door Milne Edwards & Haime.